# Samuel Asoma
Samuel Asoma (Berekum, 15 juli 2002) is een Belgisch-Ghanees voetballer die sinds 2023 onder contract ligt bij Dalkurd FF.

## Carrière
Asoma is een jeugdproduct van Club Brugge. In de seizoenen 2018/19 en 2019/20 speelde hij met de Brugse U19 tien wedstrijden in de UEFA Youth League. Op 22 augustus 2020 maakte hij zijn officiële debuut in het profvoetbal voor Club NXT, het beloftenelftal van Club Brugge dat in het seizoen 2020/21 debuteerde in Eerste klasse B: op de eerste competitiespeeldag kreeg hij tegen RWDM een basisplaats. Asoma speelde dat seizoen acht competitiewedstrijden in Eerste klasse B. In het seizoen 2022/23 kwam hij met de beloften van Union Sint-Gillis uit in de Tweede afdeling. In juli 2023 tekende hij bij de Zweedse derdeklasser Dalkurd FF.

## Clubstatistieken
| Seizoen         | Club                  | Land            | Competitie      | Competitie | Competitie | Beker | Beker | Supercup | Supercup | Europees | Europees | Totaal | Totaal |
| Seizoen         | Club                  | Land            | Competitie      | Wed.       | Dlp.       | Wed.  | Dlp.  | Wed.     | Dlp.     | Wed.     | Dlp.     | Wed.   | Dlp.   |
| --------------- | --------------------- | --------------- | --------------- | ---------- | ---------- | ----- | ----- | -------- | -------- | -------- | -------- | ------ | ------ |
| 2020/21         | Club NXT              | Vlag van België | Eerste klasse B | 8          | 0          | —     | —     | —        | —        | —        | —        | 8      | 0      |
| 2022/23         | Union Sint-Gillis U23 | Vlag van België | Tweede afdeling | 28         | 2          | —     | —     | —        | —        | —        | —        | 28     | 2      |
| 2023            | Dalkurd FF            | Vlag van Zweden | Ettan Norra     | 12         | 1          | 0     | 0     | —        | —        | —        | —        | 12     | 1      |
| Carrière totaal | Carrière totaal       | Carrière totaal | Carrière totaal | 48         | 3          | 0     | 0     | 0        | 0        | 0        | 0        | 48     | 3      |

Bijgewerkt op 31 januari 2024.